# Not Available
| Recensione              | Giudizio       |
| ----------------------- | -------------- |
| AllMusic                |                |
| Ondarock                | Pietra Miliare |
| Piero Scaruffi          |                |
| Dizionario del pop-rock |                |

Not Available è un album discografico del gruppo rock sperimentale The Residents originariamente registrato nel 1974 per essere il seguito del loro debutto Meet the Residents. Tuttavia, seguendo i dettami della teoria di "minima visibilità" voluta dalla band, l'album non venne pubblicato fino al 1978.

## Il disco
L'album è un denso concept album con un approccio musicale più coeso ed unitario rispetto agli altri lavori dei Residents negli anni settanta.

### Origine e storia
Nel 1978, la "leggenda ufficiale" voleva che i Residents avessero affermato di non voler mai pubblicare Not Available (il cui titolo infatti è traducibile in italiano come "Non disponibile" o "Non in vendita"). Il gruppo insisteva sul fatto che la musica in esso contenuta, registrata nel 1974, fosse ormai sorpassata essendo solo un esercizio di stile messo in pratica per seguire la "Theory of Obscurity", e, che in stretto accordo con tale teoria anti-commerciale, l'opera sarebbe dovuta rimanere inedita fino alla morte di tutti quanti i membri del gruppo. Però, sempre secondo la leggenda (probabilmente diffusa dagli stessi Residents), l'album sarebbe stato fatto uscire dietro pressione del management della band, la Cryptic Corporation, per compensare i continui ritardi nel completamento dell'opera Eskimo, la cui uscita era stata rimandata più volte.
Nell'ottobre 2010, la Ralph Records annunciò che una versione speciale estesa di Not Available sarebbe stata messa in commercio in vinile e CD nel gennaio 2011. Cosa poi puntualmente avvenuta.

## Tracce
1. Part One: Edweena
2. Part Two: The Making of a Soul
3. Part Three: Ship's a'Going Down
4. Part Four: Never Known Questions
5. Epilogue

### Bonus Tracks CD 1987
- La ristampa in CD del 1987 contiene come tracce bonus i brani registrati dai The Residents per la loro collaborazione con i  Renaldo and the Loaf, nell'album Title In Limbo.

1. Intro: Version
2. The Shoe Salesman
3. Crashing
4. Monkey and Bunny
5. Mahogany Wood
6. The Sailor Song

- La ristampa in versione CD/LP del 2011 omette le tracce bonus del 1987, ma estende Edweena, Ship's a'Going Down, e Never Known Questions per un totale di circa sette minuti suppletivi di durata.